# ベアトリーチェ・ディ・シチリア (1326-1365)
ベアトリーチェ・ディ・シチリア（イタリア語：Beatrice di Sicilia, 1326年9月5日 - 1365年10月12日）またはベアトリーチェ・ダラゴーナ（Beatrice d'Aragona）は、シチリア王ピエトロ2世とエリーザベト・フォン・ケルンテンの間の娘。シチリア王ルドヴィーコおよびフェデリーコ3世の姉。ローマ王ループレヒトの母。

## 生涯
ベアトリーチェの両親はパレルモに住んでおり、恐らくベアトリーチェはそこで生まれたとみられる。
1335年、母のはとこにあたるゲルツ伯ヨハン・ハインリヒ4世と婚約した。母エリーザベトは娘のためにチロルおよびケルンテンに対する権利を放棄した。しかし、ヨハン・ハインリヒ4世の母ベアトリクス・フォン・バイエルンが、新たにケルンテンの支配者となったハプスブルク家と和解するため、この婚約を解消した。
1345年、ベアトリーチェは後にプファルツ選帝侯となるヴィッテルスバッハ家のループレヒト2世と結婚した。この結婚のために教皇の特免状が必要であった。ループレヒト2世は叔父プファルツ選帝侯ループレヒト1世を助けプファルツ選帝侯領の統治を行っており、常に多忙であった。ループレヒト2世の母イルメンガルト・フォン・エッティンゲンは修道女としてヴォルムスの修道院に住んでいたが、ベアトリーチェは夫が不在の間、多くの時間をこの修道院で過ごした。
ベアトリーチェは、夫がプファルツ選帝侯となる25年前の1365年10月12日に死去した。ベアトリーチェはハイデルベルク近くのシェーナウにあったシトー会修道院に埋葬された。

## 子女
- アンナ（1346年 - 1415年11月30日） - ベルク公ヴィルヘルム2世と結婚
- フリードリヒ（1347年 - 1395年）
- ヨハン（1349年 - 1395年）
- マティルド（1350年 - 1378年） - ロイヒテンベルク方伯シゴストと結婚
- エリーザベト（1351年 - 1401年）
- ループレヒト（1352年 - 1410年） - プファルツ選帝侯、ローマ王
- アドルフ（1355年 - 1358年5月1日）